# Severino di Parigi
Severino di Parigi (Parigi, ... – Parigi, 540 circa) è stato un santo, religioso ed eremita franco.

## Biografia
Attratto dalla vita contemplativa, trascorse gran parte della propria vita chiuso in una cella, sulla riva della Senna, pregando e meditando. Il suo esempio richiamò numerosi parigini che ne divennero discepoli e lo presero a modello di devozione, pietà ed umiltà. Tra questi vi fu anche san Clodoaldo. Alla sua morte, la salma venne inumata nello stesso luogo del suo eremitaggio, ove fu poi eretta la chiesa parigina a lui dedicata.

## Memoria liturgica
La sua memoria liturgica cade il 23 novembre, secondo l'attuale Martirologio romano,  o, anticamente, il 27 novembre.